# Filmografie Bustera Keatona

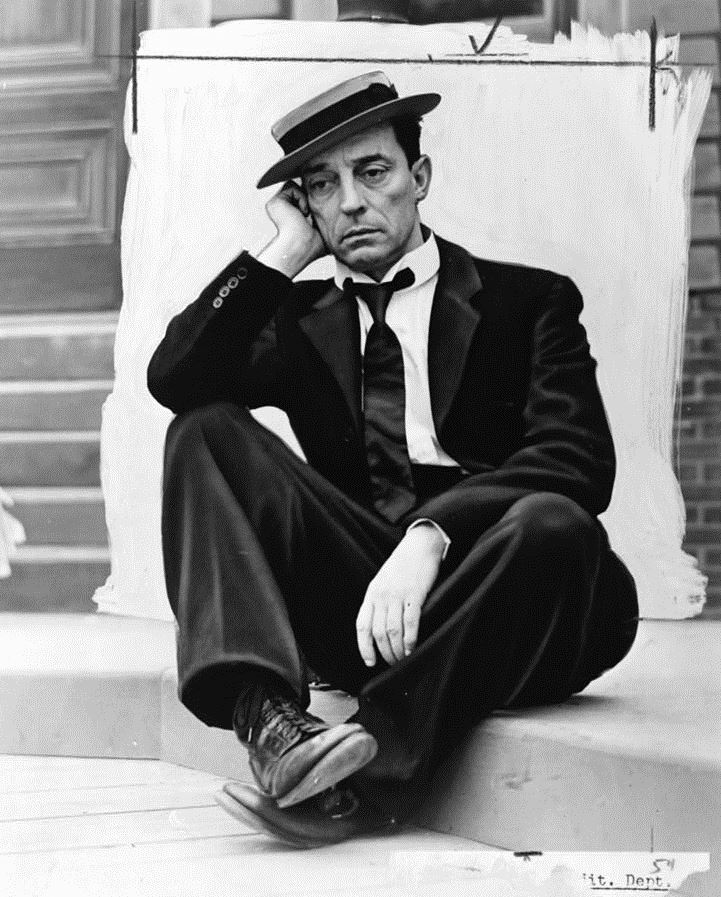
Buster Keaton

Buster Keaton (alias Frigo) ztvárnil v průběhu své kariéry velké množství rolí. Následující seznam je jejich souhrnem.

## Němý film

### Filmy pro Roscoa Arbuckla
| Premiéra          | Název                                                                           | Role                         | Režie                   |
| ----------------- | ------------------------------------------------------------------------------- | ---------------------------- | ----------------------- |
| 23. duben 1917    | Fatty učedníkem / Řeznický učeň (The Butcher Boy)                               | zákazník                     | Roscoe "Fatty" Arbuckle |
| 21. květen 1917   | Fatty jako vesnický Romeo / Lehkomyslný Romeo (A Reckless Romeo)                | Buster                       | Roscoe "Fatty" Arbuckle |
| 25. červen 1917   | Rvačka (A Rough House)                                                          | zahradník/poslíček/strážník  | Roscoe "Fatty" Arbuckle |
| 20. srpen 1917    | Fatty se žení / Jeho svatební noc (His Wedding Night)                           | poslíček                     | Roscoe "Fatty" Arbuckle |
| 30. září 1917     | Och, doktore (Oh, Doctor!)                                                      | Holepoke junior              | Roscoe "Fatty" Arbuckle |
| 29. říjen 1917    | Fatty na pláži / Fatty na Coney Islandu (Fatty at Coney Island! / Coney Island) | rival/strážník s knírem      | Roscoe "Fatty" Arbuckle |
| 10. prosinec 1917 | Fatty vesnickým hrdinou / Venkovský hrdina (A Country Hero)                     | artista                      | Roscoe "Fatty" Arbuckle |
| 20. leden 1918    | Lechtivý desperádo / Divoký západ (Out West)                                    | výčepní                      | Roscoe "Fatty" Arbuckle |
| 18. březen 1918   | Hotelový poslíček (The Bell Boy)                                                | poslíček                     | Roscoe "Fatty" Arbuckle |
| 13. květen 1918   | Fatty a pašeráci / Noční svit (Moonshine)                                       | agent berního úřadu          | Roscoe "Fatty" Arbuckle |
| 8. červenec 1918  | Fatty v sanatoři / Dobrou noc, chůvo (Good, Night Nurse)                        | Dr. Hampton/žena s deštníkem | Roscoe "Fatty" Arbuckle |
| 15. září 1918     | Bláznivá domácnost / Kuchař (The Cook)                                          | asistent šéfkuchaře          | Roscoe "Fatty" Arbuckle |
| 7. září 1919      | Zákulisí (Back Stage)                                                           | kulisák                      | Roscoe "Fatty" Arbuckle |
| 26. říjen 1919    | Fatty sebevrahem / Venkovský balík (The Hayseed)                                | prodavač                     | Roscoe "Fatty" Arbuckle |
| 11. leden 1920    | Fatty v garáži / Garáž (The Garage)                                             | mechanik/hasič               | Roscoe "Fatty" Arbuckle |
| 1. srpen 1920     | Sehnání stáda dobytka (The Round-Up)                                            | indián (pouze statista)      | George Melford          |

### Filmy pro Metro Pictures Corp
| Premiéra          | Název                                            | Role                                    | Režie                            |
| ----------------- | ------------------------------------------------ | --------------------------------------- | -------------------------------- |
| 1. září 1920      | Frigo staví dům / Jeden týden (One Week)         | novomanžel                              | Buster Keaton, Eddie Cline       |
| 27. říjen 1920    | Frigo pod šibenicí /Trestanec č. 13 (Convict 13) | zahradník, hráč golfu, trestanec, stráž | Buster Keaton, Eddie Cline       |
| 17. listopad 1920 | Frigo na námluvách / Strašák (The Scarecrow)     | zemědělec                               | Buster Keaton, Eddie Cline       |
| 3. leden 1921     | Frigo a soused (Neighbours)                      | mladík                                  | Buster Keaton, Eddie Cline       |
| 21. únor 1921     | Frigo ve strašidelném domě (The Haunted House)   | bankovní úředník                        | Buster Keaton, Eddie Cline       |
| 14. duben 1921    | Frigo sebevrahem (Hard Luck)                     | sebevrah                                | Buster Keaton, Eddie Cline       |
| 18. duben 1921    | Frigo král střelců (The High Sign)               | hrdina                                  | Buster Keaton, Eddie Cline       |
| 15. květen 1921   | Frigo obětním beránkem (The Goat)                |                                         | Buster Keaton, Malcolm St. Clair |

### Filmy pro Associated First National
| Premiéra          | Název                                   | Role                                                     | Režie                            |
| ----------------- | --------------------------------------- | -------------------------------------------------------- | -------------------------------- |
| 6. říjen 1921     | Frigo na divadle (The Playhouse)        | diváci/dirigent/hráči orchestru/herci na jevišti/a další | Buster Keaton, Eddie Cline       |
| 10. listopad 1921 | Frigo ve člunu (The Boat)               | stavitel lodi                                            | Buster Keaton, Eddie Cline       |
| leden 1922        | Frigo mezi indiány (The Paleface)       | čestný náčelník indiánského kmene                        | Buster Keaton, Eddie Cline       |
| březen 1922       | Frigo a strážníci (Cops)                | mladík                                                   | Buster Keaton, Eddie Cline       |
| 12. červen 1922   | Frigo dědicem (My Wife's Relations)     | nedobrovolný manžel                                      | Buster Keaton, Eddie Cline       |
| 21. červenec 1922 | Frigo u kováře (The Blacksmith)         | kovářův pomocník                                         | Buster Keaton, Malcolm St. Clair |
| 28. srpen 1922    | Frigo na Aljašce (The Frozen North)     | newyorčan na Aljašce                                     | Buster Keaton, Eddie Cline       |
| 19. říjen 1922    | Frigo elektrikářem (The Electric House) | vynálezce                                                | Buster Keaton, Eddie Cline       |
| listopad 1922     | Frigo má smůlu (Daydreams)              | mladík                                                   | Buster Keaton, Eddie Cline       |
| 22. leden 1923    | Frigo v balóně (The Balloonatics)       | vzduchoplavec                                            | Buster Keaton, Eddie Cline       |
| 6. březen 1923    | Frigo kapitánem (The Love Nest)         | námořník                                                 | Buster Keaton, Eddie Cline       |